# ورم ملتهب

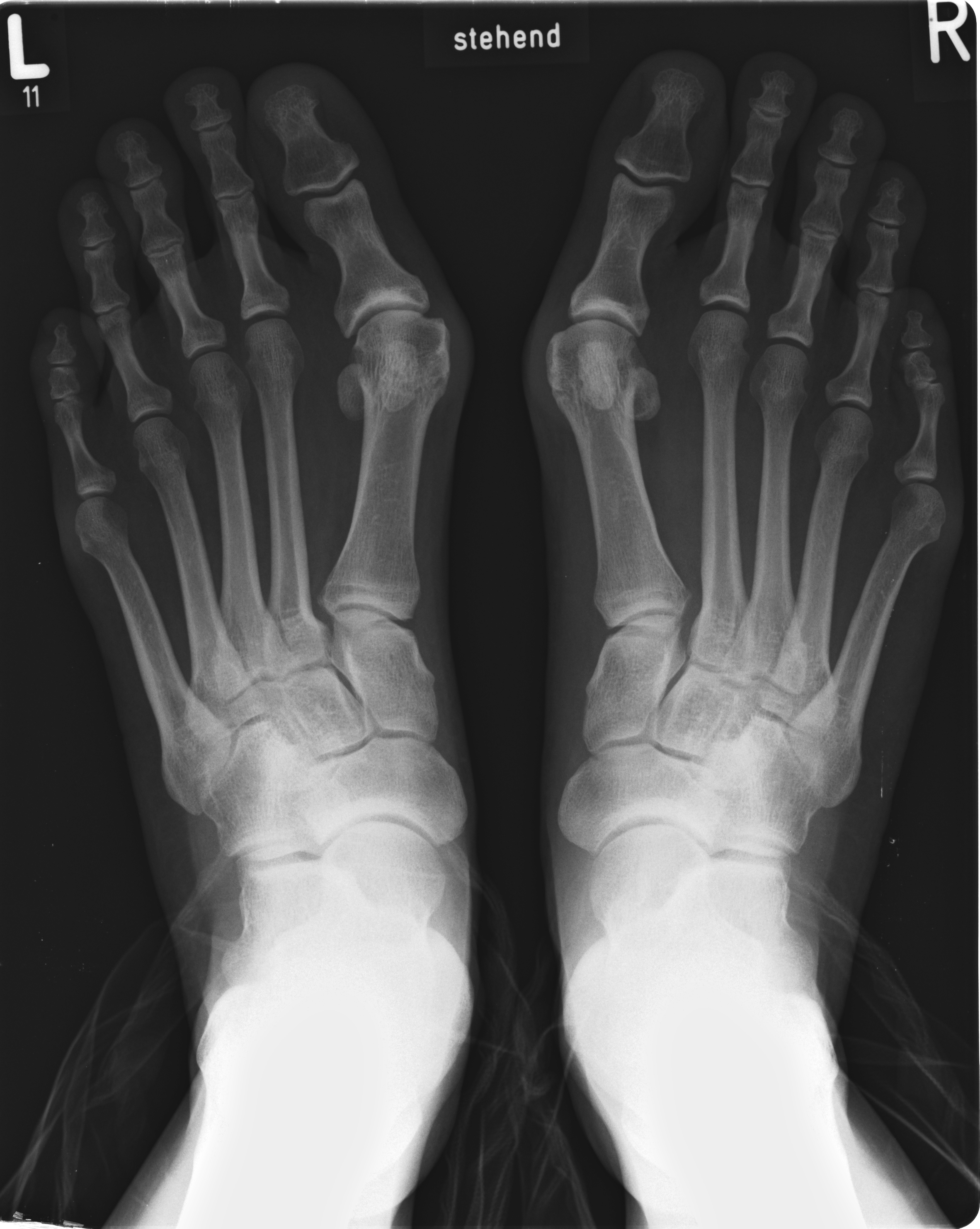
إِبهام القدمِ الأروح

الورم الملتهب أو الوَكْعَة أو الوَكَع (بالإنجليزية: Bunion) أو تَوَرُّمٌ ثفني في الإبهام الأفحج هو شذوذ هيكلي للعظام بين إصبع القدم الكبيرة (الأفحج) والقدم ويمكن أن يسبب آلاماُ. والورم هو تضخم في العظم أو الأنسجة حول المفصل في المشط السامي في قاعدة الإبهام الأفحج.ويسبب هذا الورم بانحناء إصبع القدم الكبير نحو إصبع القدم الثاني (التزوي) ويمكن أن تتورم الأنسجة المحيطة بالمفصل مما تسبب انتفاخ وحساسية. يشير المصطلح عادة إلى المرض الذي يؤدي إلى نتوء جانب مفصل إصبع القدم الكبير. والنتوء هو تورم الكيس الحرابي و/ أو تشوه عظمي على مفصل الرسغ السلاميؤفي النقطة التي يلتقي فيها مشط القدم مع إبهام القدم.

## تعريف
إن مصطلحي «إِبهام القدمِ الأَروح» (أي hallux valgus باللاتينية) أو «التهاب عضل الأروح» (hallux abducto-valgus) هما الأكثر استخداما بين المصطلحات الطبية المرتبطة بالوكعة. ومن المهم ملاحظة أن "hallux abducto" يشير إلى انحراف غير طبيعي لإصبع القدم الكبير عن خط الوسط في الجسم وهو الخط الذي يقسم الجسم طوليا إلى نصفين. وعادة ما تسمى تشوهات الأطراف السفلية بحسب ميلانها عن هذا الخط.

## العلامات والأعراض
يحدد ماكماستر لعلم الأعراض الحركية (McMaster kinesiology of symptoms) أن من أعراض الوكعة تهيج الجلد حول الورم والألم عند المشي، والإحمرار والألم عند المفصل، وانحناء محتمل في إصبع القدم الكبير في إتجاه أصابع القدم الأخرى. كما يصبح بروز النفطة حول موقع الورم أكثر سهولة. ويجد المرء صعوبة في إيجاد أحذية مناسبة بسبب هذا الورم مما يجبر على أن يشتري أحذية بحجم أكبر من العادي لاستيعاب الزيادة في العرض الذي يخلقه الورم. كما يصبح لبس الكعب العالي مشكلة بالنسبة لذوي الأورام إذ أن الكعب يضغط على أصابع القدم، والتي تسبب إزعاجا لمعظم الناس بصفة عامة.

## فيزيولوجيا المرض
الوكعة هي في معظمها وراثية، وتتألف من الأوتار والرباطات، والهياكل الداعمة لمشط القدم الأولى التي تتموضع بوضع غير طبيعي. قد يكون سبب هذه الحالة الشاذة البيولوجية والميكانيكية معا مجموعة عوامل متنوعة مرتبطة ببنية القدم مثل الأقدام المسطحة، والمرونة المفرطة للأربطة، وهيكل عظمي غير طبيعي، ولظروف عصبية معينة. غالبا ما تعتبر كل هذه العوامل وراثية. بعض الخبراء مقتنعون بأن ارتداء أحذية مصممة بشكل خاطيء هو السبب الرئيسي في تشكيل الورم، إلا أن مصادر أخرى تؤكد إن ارتداء أحذية غير مناسبة قد يفاقم المشكلة الناجمة عن التركيب الوراثي اللاطبيعي.
ويرتبط عادة هذا الورم بانحراف إصبع القدم الكبير في إتجاه إصبع القدم الثانية، وبانحراف في الزاوية بين عظام مشط القدم الأول والثاني من القدم. كما يمكن انحراف العظام السمسماني الصغيرة الموجودة تحت مشط القدم الأولى (والتي تساعد على وتر العضلة القابضة لثني إصبع القدم الكبير للاسفل) ومع مرور الزمن بسبب انحراف عظم مشط القدم الأولى بعيدا عن وضعها الطبيعي. وقد يترافق مع تطور الوكعة التهاب في مفاصل في إصبع القدم الكبيرة، وتقلص أو تغيير نطاق حركته، وعدم الراحة حين الضغط على النتوء أو عند حركة المفصل.

## الأسباب
السبب الدقيق غير واضح. قد يكون ناتجًا عن مجموعة من الأسباب الداخلية والخارجية. تشمل العوامل المقترحة ارتداء أحذية ضيقة جدًا، وأحذية بكعب عالٍ، وتاريخ عائلي، والتهاب المفاصل الروماتويدي. تشير الكلية الأمريكية لجراحي القدم والكاحل إلى أن الأحذية تُفاقم المشكلة الوراثية.

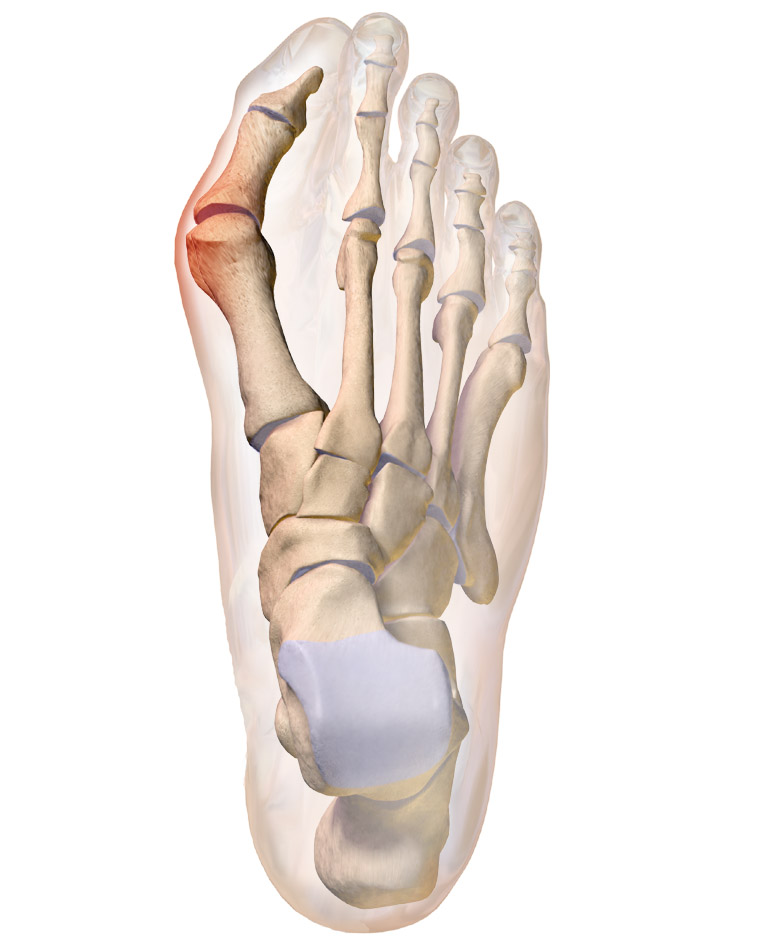
تشريح تورم إبهام القدم.

يؤدي فرط انثناء القدم إلى الداخل إلى زيادة الضغط على الجزء الداخلي من إصبع القدم الكبير، مما قد يؤدي إلى تشوه في الهياكل الكبسولية الإنسية للمفصل، مما يزيد بالتالي من خطر الإصابة بالتهاب المفصل الإبهامي.

## المعالجة
يمكن علاج الوكعة بتغير الأحذية، أو بعملية بتقويمية (كوضع حشوة متكيفة والتدريع)، والراحة، والجليد، والأدوية. وهذه الأنواع من العلاج تعالج الأعراض أكثر مما تصحح التشوه الفعلية. كما قد تكون الجراحة، من قبل طبيب الأرجل ضرورية في حالة انزعاج شديد من الورم أو عند الرغبة بتصحيح التشوه.

### تقويم العظام
يمكن تقويم العظام بالتجبير والمنظمين في حين تشمل التدابير الأكثر محافظة ارتداء الأحذية الخاصة المختلفة مثل إضافة فواصل أصابع القدم الجيلاتينية، ومنظمي الوكعة، والتجبير، والوسائد الورم.

### الجراحة

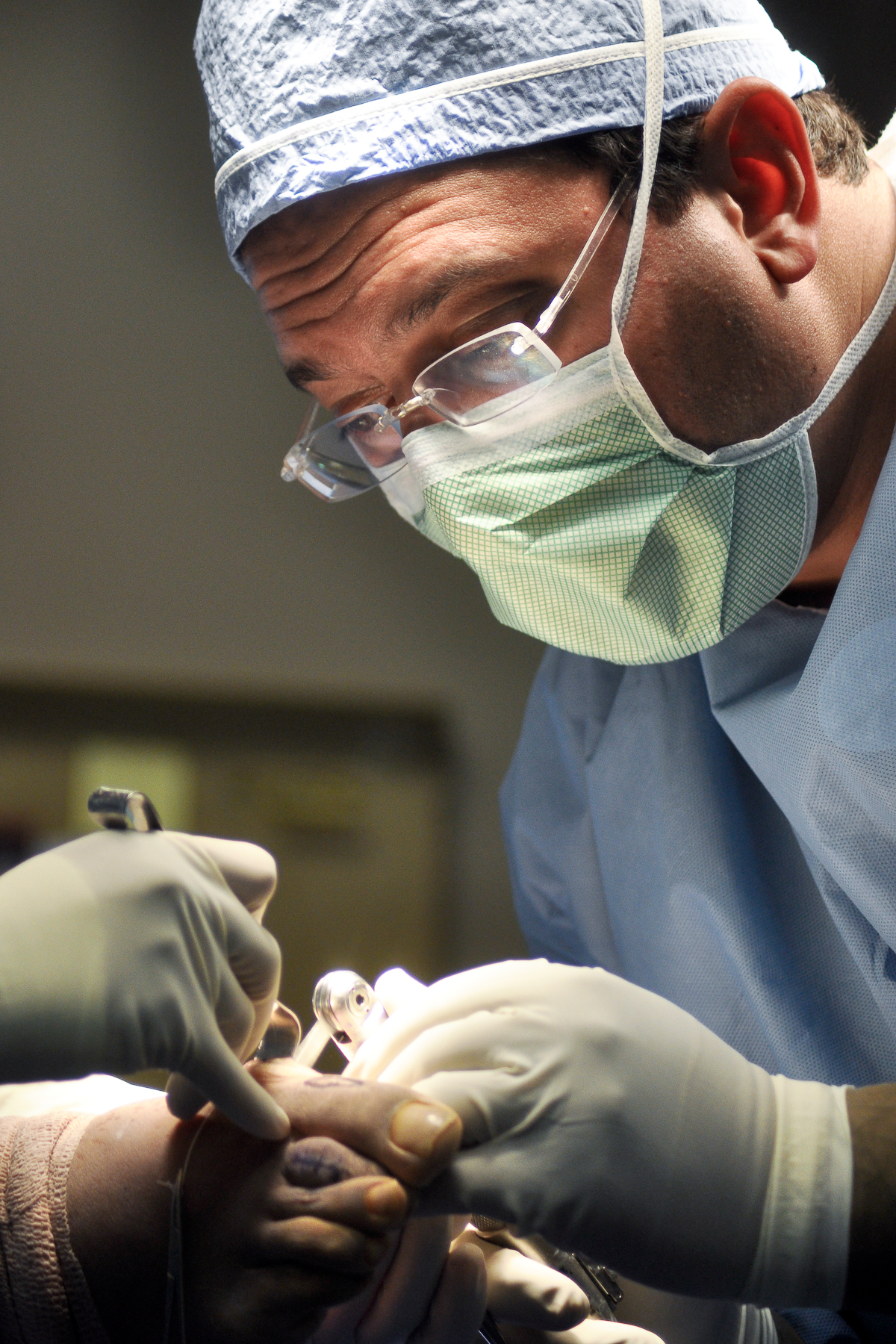
طبيب الأرجل الدكتور كامران جامشيدينا، يقوم بعملية جراحية لإزالة التضخم العظمي لإعادة ضبط لمفصل إصبع القدم.

هناك العديد من العمليات الجراحية التي تهدف لتصحيح مجموعة متنوعة من الأمراض التي قد تترافق مع الوكعة. على سبيل المثال، بغض العمليات تعالج مزيج من التالي:
- إزالة تضخم عظمي غير طبيعي في مشط القدم الأول، * إعادة تنظيم عظم مشط القدم الأولى بالنسبة إلى عظام المشط القدم المجاورة،
- تقويم إصبع القدم الكبير بالنسبة إلى أول مشط القدم وأصابع القدم المجاورة،
- إعادة تنظيم سطوح غضروف مفصل إصبع القدم الكبيرة،
- معالجة التهاب المفاصل المرتبطة إصبع القدم الكبيرة المشتركة، * إعادة تموضع عظام السمسمانية تحت عظم مشط القدم،
- تقصير وإطالة، ورفع أو خفض عظم مشط القدم الأول،
- تصحيح أي اختلال غير طبيعي أو انحناء في إصبع القدم الكبير.

ويلعب العمر، والصحة، وأسلوب الحياة ومستوى النشاط للمريض دورا في اختيار العملية الجراحية. ويمكن إجراء الجراحة بتخدير موضعي، تخدير للعمود الفقري، أو بتخدير عام. والشائع في الطب الحديث يتجه بقوة نحو استخدام التخدير الموضعي. وبعد العملية، يحتاج المريض إلى فترة نقاهة تمتد ما بين 6 و8 أسابيع والتي تتطلب عادة استعمال العكازات للمساعدة في التنقل. وتقل الفترة مع تطور الأساليب والعلاجات وبخاصة مع استعمال أشكال تثبيت حديثة مثل تثبيت العظام مع البراغي.